# Oswald Wiener
Oswald Wiener (Wenen, 5 oktober 1935 – aldaar, 18 november 2021) was een Oostenrijks schrijver en onderzoeker die deel uitmaakte van de Wiener Gruppe. Sinds de jaren 1990 legt hij zich, onder meer via introspectie, toe op de studie van waarneming en denken en op verschillen tussen menselijke en zogenaamde kunstmatige intelligentie.

## Loopbaan
Wiener studeerde in de jaren 1950 muziek, rechten en Afrikaanse talen. Binnen de experimentele Wiener Gruppe was hij degene die zich toelegde op theorievorming, al schreef hij in de beginjaren ook concrete poëzie, gedichten en proza en maakte hij tekstmontages. In 1959 vernietigde hij zijn literaire oeuvre. Samen met Konrad Bayer ontwierp hij in 1958 en 1959 het concept voor de 'literarische cabarets', de eerste happenings in Europa. Met Bayer schreef hij ook het ironisch-sarcastische traktaat starker toback. eine kleine fibel für den ratlosen (1962).
Vanaf 1963 hield hij zich als leidend werknemer bij de firma Olivetti in Wenen bezig met dataverwerking. Tegelijk schreef hij in afleveringen, die vanaf 1965 in het tijdschrift manuskripte (Graz) werden gepubliceerd, aan zijn literaire hoofdwerk die verbesserung von mitteleuropa, roman, dat als boek verscheen in 1969. Het is een bewust verwarrend conglomeraat van aforismen, satirische uithalen, essayistische en romaneske fragmenten, bedoeld als vertwijfelde anarchistische revolte tegen de 'drievuldigheid van de staat, de taal en de werkelijkheid'. In het hoofdstuk Ontwerp van een bio-adapter voorspelt hij de verschijnselen virtuele realiteit en cyberspace.
Wiener was ook betrokken bij het Weense actionisme, met name het project 'Kunst und Revolution' op 7 juni 1968 aan de Weense universiteit en werkte samen met Hermann Nitsch en Günter Brus. Hij vestigde zich in 1969 in Berlijn waar hij samen met zijn vrouw een restaurant begon en intussen wiskunde en informatica studeerde. Hij promoveerde in 1985. Van 1992 tot 2004 doceerde hij poëtica en esthetica aan de kunstacademie in Düsseldorf. Sindsdien houdt hij zich in Canada en Oostenrijk als zelfstandig onderzoeker bezig met de studie van mentale voorstellingen, waarbij hij gebruikmaakt van de automatentheorie en de rol van introspectie rehabiliteert.
In 1989 ontving Wiener de Grote Oostenrijkse Staatsprijs en in 1992 de Grillparzerprijs. In 1995 werd hij doctor honoris causa van de universiteit Klagenfurt.
Op 18 november 2021 overleed Oswald Wiener op 86-jarige leeftijd aan de gevolgen van een longontsteking.

## Werk
- Kunst und Revolution, Aktion u.a. mit Otto Muehl und Günter Brus am 7. Juni 1968 an der Universität Wien
- die verbesserung von mitteleuropa, roman, Hamburg: Rowohlt, 1969/1985.
- appendix a (der bio-adapter), in: manuskripte 25, 1969.
- Josefine Mutzenbacher: Die Lebensgeschichte einer wienerischen Dirne, von ihr selbst erzählt. Im Anhang: Beiträge zu einer Ädöologie des Wienerischen von Oswald Wiener, München, Rogner & Bernhard, 1969 (Bibliotheca Erotica et Curiosa)
- Subjekt, Semantik, Abbildungsbeziehungen, ein Pro-Memoria, in: manuskripte 29/30, 1970.
- ein verbrechen, das auf dem papier begangen wird, in: Schastrommel 2, Berlijn, 1970.
- Ungefähre Anlage von Günter Brus als Vogel, in: Schastrommel 4, Berlin, 1970.
- Inhaltsanalyse. Essays über die Interpretation von Texten mit Hilfe quantitativer Semantiken. Ausgewählt und eingeletet von Oswald Wiener. München: Rogner & Bernhard, 1972.
- McCarthy, John & Claude E. Shannon [Hrsg.]. Automata Studies, Hrsg. der deutschen Ausgabe: Oswald Wiener, Peter Weibel und Franz Kaltenbeck, München: Rogner & Bernhard, 1974.
- Einiges über Konrad Bayer. Schwarze Romantik und Surrealismus im Nachkriegs-Wien. In: Die Zeit, Nr. 8, 17. Februar 1978
- Wir möchten auch vom Arno-Schmidt-Jahr profitieren, München: Matthes & Seitz, 1979.
- Eine Art Einzige, in: Verena von der Heyden-Rynsch (Hrg.): Riten der Selbstauflösung, München: Matthes & Seitz, 1982
- Über das Ziel der Erkenntnistheorie, Maschinen zu bauen die lügen können, d.h. eigentlich nur über einige Schwierigkeiten auf dem Weg dorthin, in: manuskripte 86, 1982. (sowie u.a. in: Jean Baudrillard: Die fatalen Strategien, München: Matthes & Seitz, 1985.)
- Turings Test. Vom dialektischen zum binären Denken, in: Kursbuch 75, 1984.
- pseud. Evo Präkogler: Nicht schon wieder…! Eine auf einer Floppy gefundene Datei, München: Matthes & Seitz, 1990.
- Probleme der Künstlichen Intelligenz, Berlin: Merve, 1990.
- Information und Selbstbeobachtung, Form und Inhalt in Organismen aus Turing-Maschinen sowie weitere Beiträge, in: Schriften zur Erkenntnistheorie, Wien/New York: Springer, 1996.
- Literarische Aufsätze Wien: Löcker, 1998.
- Bouvard und Pécuchet im Reich der Sinne. Eine Tischrede, Bern: Gachnang und Springer, 1998.
- Materialien zu meinem Buch 'Vorstellungen', Wien: TU Wien, 2000.
- Over de vrijheid van een grizzlybeer [vertaling van een essay uit de Literarische Aufsätze], Gent: Zegwerk, 2004.
- met Manuel Bonik en Robert Hödicke: Eine elementare Einführung in die Theorie der Turingmaschinen, Berlin: Springer, 1998.
- met Thomas Raab: „Computing the motor-sensor map (Short Communication)“. Behavioral and Brain Sciences, 27 (2004): 423–424.

- Bibsys: 90271094
- Bibliothèque nationale de France: cb12175780p (data)
- Digitale Bibliotheek voor de Nederlandse Letteren: wien009
- Gemeinsame Normdatei: 118807234
- International Standard Name Identifier: 0000 0001 0918 4377
- Library of Congress Control Number: n86858394
- Nationale Bibliotheek van Letland: 000058837
- MusicBrainz: 0c8e1967-125c-4abb-8617-1429becefd72
- Nationale Bibliotheek van Tsjechië: mzk20201089679
- Nationale Bibliotheek van Israël: 987007273445205171
- Nationale Bibliotheek van Polen: a0000001695232
- Nederlandse Thesaurus van Auteursnamen: 067995551
- RKD-Nederlands Instituut voor Kunstgeschiedenis: 317352
- Istituto Centrale per il Catalogo Unico: VEAV554728
- Système universitaire de documentation: 030317096
- Union List of Artist Names: 500394815
- Virtual International Authority File: 78772621
- WorldCat: E39PBJm9chqRyfH9vRXrgHCxXd